# Acallomyces homalotae
Acallomyces homalotae är en svampart som beskrevs av Thaxt. 1903. Acallomyces homalotae ingår i släktet Acallomyces och familjen Laboulbeniaceae.  Arten är reproducerande i Sverige. Inga underarter finns listade i Catalogue of Life.